# Schwarzes Siepen
Das Schwarze Siepen ist ein 5,1 km langer, orografisch rechter Nebenfluss der Lenne im nordrhein-westfälischen Hochsauerlandkreis, Deutschland.

## Geographie
Der Bach entspringt südöstlich von Altastenberg auf einer Höhe von 750 m ü. NN. Die Quelle befindet sich an der Nordwestflanke des Kahlen Asten in unmittelbarer Nähe der Landesstraße L640. Diese begleitet den Bach auf seinen Weg in südwestlicher Richtung. Ohne eine Ortschaft zu durchfließen, mündet das Schwarze Siepen östlich von Westfeld auf 498 m ü. NN rechtsseitig in die Lenne.
Auf seinem 5,1 km langen Weg überwindet der Bach einen Höhenunterschied von 252 m, was einem mittleren Sohlgefälle von 49,4 ‰ entspricht. Er entwässert ein 6,185 km² großes Einzugsgebiet über Lenne, Ruhr und Rhein zur Nordsee.